# Tibolci
Tibolci – wieś w Słowenii, w gminie Gorišnica. W 2018 roku liczyła 194 mieszkańców.